# EB 122B
Der Güterwagen nach Musterblatt 122B mit der Nummer 83196 war ein zweiachsiger Spezialgüterwagen, der von den Belgischen Staatsbahnen (Chemins de fer de l’État belge, abgekürzt EB, auch L’État belge) 1895 gebaut wurde.

## Geschichte
Für den Transport von Flachglas ließen die EB 1895 in den bahneigenen Werkstätten einen speziellen Güterwagen bauen. Neben Glasscheiben konnten auch große Stahlplatten und andere große flache Lasten befördert. Der Wagen war mit den hölzernen fest mit dem Wagen verbundenen Stützen insgesamt 3458 mm hoch. Da es damals in Belgien sieben verschiedene Lichtraumprofile bzw. Lademaße gab, konnten je nach befahrener Strecke auch darüber hinausragende Glasscheiben transportiert werden.
Der Wagen wurde zwischen 1957 und 1960 außer Dienst gestellt.
Mindestens ein baugleicher Wagen wurden nach 1897 von den Ateliers Germain für eine andere Eisenbahngesellschaft gefertigt.
1899 ließen die EB bei der Wagenbauanstalt in Seneffe drei wesentlich größere Spezialwagen für den Glastransport bauen.